# Dimitri Jorjadze
Dimitri Aleksandrovich Jorjadze (em russo:  Дмитрий Александрович Джорджадзе em georgiano:  დიმიტრი ჯორჯაძე) (Signagi, 26 de outubro de 1898  –  Monte Carlo,  26 de outubro de 1985) foi um nobre georgiano, executivo do Ambassador Hotel e piloto de carro de corrida. 

## Biografia
Dimitri Jorjadze foi um membro da nobreza georgiana de Tbilisi da família Jorjadze, que se exilou após a derrubada da Rússia czarista e a subsequente tomada pelos bolcheviques. 
Dimitri provavelmente era mais conhecido nos círculos de corrida. No início de julho de 1931, ele ganhou o Grande Prêmio de Carros de Turismo, 24 Horas de Spa, na Bélgica. Ele percorreu a maior distância, 2543,9 km, a uma velocidade de 106 km por hora, em um Mercedes-Benz SSK com Goffredo Zehender.

## Boone Hall
Em junho de 1940, ele comprou a histórica plantação da Carolina do Sul conhecida como Boone Hall, a 13 quilômetros de Charleston, nos EUA, de Thomas A. Stone, do Canadá. Ele competiu com puro-sangue sob o nome  Boone Hall Stable. O mais notável de seus cavalos foi Princequillo, que em 1943 foi o corredor de distância mais rápida nos Estados Unidos e se tornou um líder duas vezes na América do Norte e um líder de sete ninhadas na América do Norte.
Jorjadze estava associado ao príncipe Serge Obolensky no ramo de hotelaria em Nova York. 

## Vida privada
Ele foi casado duas vezes. Sua primeira esposa foi Audrey Emery, ex-esposa americana do grão-duque Dmitri Pavlovich da Rússia; ele se casou com ela em março de 1937 em Maidstone, Inglaterra). O casamento acabou em divórcio. Ele se casou em segundas núpcias em 1954, com Sylvia Ashley, uma ex-dançarina inglesa que foi ex-esposa do Major Lord Anthony Ashley-Cooper e Clark Gable e viúva de Douglas Fairbanks. 